# Pietro Alò
Pietro Alò (Villa Castelli, 14 novembre 1947 – Roma, 15 giugno 2005) è stato un politico italiano.

## Biografia
Nato da famiglia di tradizione socialista e contadina. Di formazione extraparlamentare, è uno dei protagonisti del '68 a Villa Castelli, e del Movimento Studentesco a Brindisi. Nel 1969 è tra i fondatori del Circolo Lenin di Puglia, un gruppo evidenziatosi per le esperienze radicali di lotta più che per il rigore teorico e dottrinario dell'elaborazione politica. Vicino al Movimento Lavoratori per il Socialismo e membro spesso dissidente del Partito di Unità Proletaria, aderisce poi al Partito Comunista Italiano di Enrico Berlinguer di Villa Castelli (sezione "Antonio Gramsci"). Si distingue per la sua attività in Consiglio Comunale a Villa Castelli e nelle piazze contro il fenomeno del caporalato.
Nel 1991 esce dal PCI, avviatosi a diventare PDS, per aderire invece al Partito della Rifondazione Comunista sin dalla sua creazione. È eletto senatore alle elezioni politiche del 1994, rimanendo in carica fino al 1996. 
Si laurea in Scienze Politiche con una tesi sulla lotta contro il caporalato presso la Sapienza Università di Roma negli anni novanta. Nel 2002 è membro del comitato promotore del referendum per l'estensione dell'articolo 18 dello Statuto dei Lavoratori.
Muore a Roma nel giugno 2005 all'età di 57 anni e viene sepolto nel suo comune natio. Il 15 giugno 2006 è ricordato con la presentazione del libro Lo zingaro e il comunista, ritratto di Pietro Alò, il 24 giugno 2011 nell'ambito della serie di iniziative Altro Sud, altro Nord si è svolta a Villa Castelli la presentazione del suo libro postumo Il Caporalato nella tarda modernità, l'iniziativa è stata riproposta il 6 marzo 2012 a Milano.

## Fondazioni
- La Fondazione Pietro Alò ha sede a Monopoli in provincia di Bari.
- A Pietro Alò è intitolato il Centro Diritti del Lavoro del Partito della Sinistra Europea.

### Filmografia
- La follia degli onesti, genere: documentario.